# Marigny (Jura)

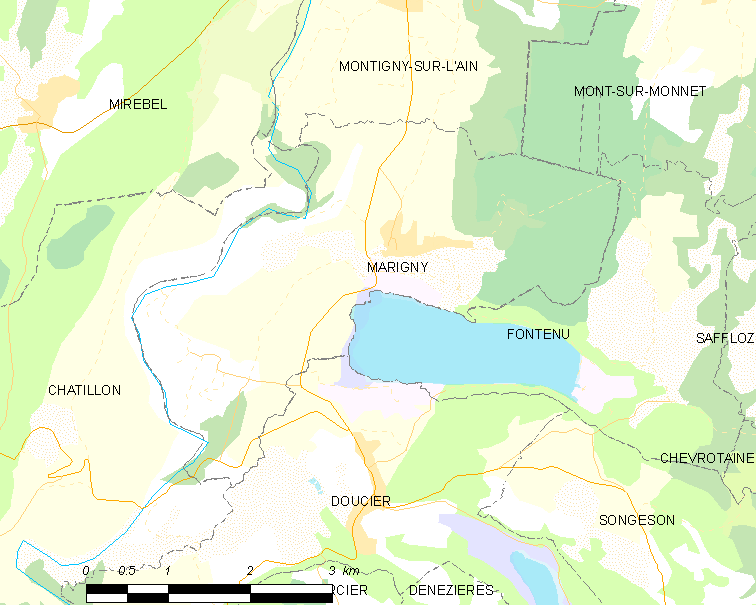

Marigny ist eine französische Gemeinde im Département Jura in der Region Bourgogne-Franche-Comté.

## Geographie
Marigny liegt auf 510 m, etwa 18 Kilometer östlich der Stadt Lons-le-Saunier (Luftlinie). Das Haufendorf erstreckt sich im Jura, in der Senke der Combe d’Ain, am östlichen Rand des breiten Ain-Tals am Fuß der Hochplateaus von Champagnole, nördlich des Lac de Chalain.
Die Fläche des 11,99 km² großen Gemeindegebiets umfasst einen Abschnitt des französischen Juras. Der westliche Teil des Gebietes wird von der breiten Senke des Ain eingenommen, die durchschnittlich auf 500 m liegt. Der Fluss selbst, der die westliche Grenze bildet, ist mit einem rund 50 m tiefen Tal in diese Ebene eingesenkt. Nach Süden reicht das Gemeindeareal bis an das Ufer des Lac de Chalain und umfasst auch die westlich des Sees gelegene Anhöhe. Sie besteht aus Moränenmaterial, das während der Eiszeit vom lokalen Gletscher hier abgelagert wurde, der auch das Seebecken des Lac de Chalain schuf.
Östlich an Marigny schließt eine rund 80 m hohe Geländestufe an, die zum Hochplateau von Champagnole überleitet. Dieses Gebiet ist überwiegend waldbedeckt (Forêt du Chanet und Bois de Marigny) und wird durch die Erosionsrinnen des Dorfbachs von Marigny untergliedert. Mit 628 m wird in der Forêt du Chanet die höchste Erhebung von Marigny erreicht.
Zu Marigny gehören der Weiler Villard-sur-l’Ain (520 m) auf dem Plateau zwischen Ain und Lac de Chalain sowie einige Einzelhöfe. Nachbargemeinden von Marigny sind Montigny-sur-l’Ain und Mont-sur-Monnet im Norden, Fontenu im Osten, Doucier im Süden sowie Châtillon im Westen.

## Geschichte
Die Region um den Lac de Chalain war bereits während des Neolithikums, der Bronzezeit und der gallorömischen Zeit bewohnt. Erstmals urkundlich erwähnt wird Marigny im 12. Jahrhundert. Der Ortsname geht auf den gallorömischen Personennamen Marin(i)us zurück und bedeutet so viel wie Landgut des Marin(i)us (Mariniacum). Im Mittelalter bildete Marigny nach der Abspaltung von der Herrschaft Salins eine eigene kleine Herrschaft. Zusammen mit der Franche-Comté gelangte das Dorf mit dem Frieden von Nimwegen 1678 an Frankreich. Zu einer Gebietsveränderung kam es 1949, als das vorher selbständige Villard-sur-l’Ain nach Marigny eingemeindet wurde.

## Sehenswürdigkeiten
Die Dorfkirche von Marigny wurde im 18. Jahrhundert erbaut. Aus dem 15. Jahrhundert stammt die Kapelle Saint-Renobert. Vom ehemaligen Herrschaftssitz sind nur noch wenige Überreste erhalten. Zu den Natursehenswürdigkeiten zählt der Lac de Chalain.

## Bevölkerung
| Jahr                       | 1962 | 1968 | 1975 | 1982 | 1990 | 1999 | 2007 | 2018 |
| Einwohner                  | 162  | 149  | 125  | 126  | 153  | 174  | 180  | 210  |
| Quellen: Cassini und INSEE |      |      |      |      |      |      |      |      |

Mit 215 Einwohnern (Stand 1. Januar 2022) gehört Marigny zu den kleinen Gemeinden des Départements Jura. Nachdem die Einwohnerzahl in der ersten Hälfte des 20. Jahrhunderts markant abgenommen hatte (1901 wurden noch 349 Personen gezählt), wurde seit Beginn der 1980er Jahre wieder eine leichte Bevölkerungszunahme verzeichnet.

## Wirtschaft und Infrastruktur
Marigny war bis weit ins 20. Jahrhundert hinein ein vorwiegend durch die Landwirtschaft und die Forstwirtschaft geprägtes Dorf. Daneben gibt es heute einige Betriebe des lokalen Kleingewerbes. Mittlerweile hat sich das Dorf auch zu einer Wohngemeinde gewandelt. Viele Erwerbstätige sind Wegpendler, die in den größeren Ortschaften der Umgebung ihrer Arbeit nachgehen.
Die Ortschaft liegt abseits der größeren Durchgangsstraßen an einer Departementsstraße, die von Doucier nach Pont-du-Navoy führt. Eine weitere Straßenverbindung besteht mit Fontenu.